# CR元禄義人伝浪漫
『CR元禄義人伝浪漫』（シーアールげんろくぎじんでんろまん）は、高尾から2011年に発売されたパチンコ機。

## 概要
『ルパン三世』などの作品で知られるモンキー・パンチの作画によるオリジナルストーリーをベースにしたパチンコ機である。「元禄十二刻システム」と題して12種類の演出モードと12種類のスーパーリーチを搭載し、スーパーリーチがハズレても小当たりか出玉なしの大当たりを経由してのモード移行に期待できる。

## キャラクター
浪漫（ロマン）
表向きは助け屋の頭領だが、夜になると義賊ロマンとして盗みを働いては庶民へ大盤振る舞いする。
小春（コハル）
浪漫の妹で、ロマンのサポート役。
柳沢
世間の悪事に裏で関わる悪代官。
安弘
柳沢の側近。ロマンを迎え撃つ。
孫一（マゴイチ）
火縄隊長としてロマンを捕らえようとする。
阿国
人気ナンバーワンの芸妓。ロマンとは敵とも味方ともいえる関係。

## スペック
| 型式（通称）                   | 大当たり確率 （通常時→確変中） | 確変突入率         | 賞球数 | ラウンド・ カウント数 |
| ------------------------------ | ------------------------------ | ------------------ | ------ | --------------------- |
| STX1（地獄の沙汰も金次第）     | 1/389.9→1/44.1                 | 100%（75回転限定） | 3&4&10 | 15ラウンド・9カウント |
| STX2（運否天賦は賽の目任せ）   | 1/389.9→1/57.7                 | 100%（75回転限定） | 3&4&14 | 15ラウンド・9カウント |
| STX3（あえて天下の先とならず） | 1/299.9→1/49.9                 | 100%（75回転限定） | 3&4&10 | 15ラウンド・9カウント |
| STM（明日は明日の風が吹く）    | 1/129.9→1/37.1                 | 100%（60回転限定） | 3&4&5  | 15ラウンド・9カウント |
| ZTL（疾風の極意）              | 1/99.9→1/15.63                 | 100%（31回転限定） | 3&4&10 | 15ラウンド・2カウント |

※全機種とも時短なし

## テレビアニメ
『幕末義人伝 浪漫』（ばくまつぎじんでん ろまん）のタイトルで、2013年1月より3月までテレビ東京ほかにて放送された。
テレビアニメ化にあたり、時代設定を元禄から幕末へ変更している他、アニメオリジナルのキャラクターも登場する。
このテレビアニメ版も同年8月に「パチンコCR幕末義人伝 浪漫」のタイトルで高尾よりパチンコとして登場している。

### キャラクター（アニメ版）

#### 還し屋
浪漫（ろまん：別名「助け屋漫次郎」）
声 - 中井和哉
昼は「助け屋漫次郎」という偽名で便利屋稼業をしているが、夜は2代目鼠小僧・浪漫として「還し屋（依頼人が奪われた物を取り返すのが仕事）」をしている。バクチ好きだが、とても弱い。
初代鼠小僧から受け継いだ徳川宗家のカラクリ武装「護国の鎧」は、装着した者の力を増幅し、弾をも弾く防御力を持つ。活動限界を過ぎると解除される。
小春（こはる：別名「飾り箸の小春」）
声 - 喜多村英梨
普段は飾り箸作りで家計を支え、夜は兄の「還し屋」稼業をサポートする。
本名は春（春姫）といい、第13代将軍家定と旅芸人お鈴の間に生まれた娘。
万八万 奏（よろずはちまん かなで）
声 - 須藤沙織
万八万神社の巫女。「還し屋」のサポート役。弓を使った攻撃が得意。変装で諜報活動もする。
正体は大奥付隠密衆「蜂」であり、小春を守るために天璋院（声 - 児玉明日美）の命で使わされた。
ハンス・フォン・ルーベルト
声 - 松山鷹志
オランダ人医師で「シーボルトの弟子」を自称する。「還し屋」のサポート役。
平賀 源内（ひらが げんない）
声 - 緒方賢一
発明家の老人。実在の平賀なら130歳を過ぎているが、その辺りを含めて謎が多い。「還し屋」のサポート役。
初代次郎吉とは旧知で、幼かった浪漫と小春を預かる。
サクラ
声 - 安武みゆき
小春の犬。犬種狆。「還し屋」のサポートもする。浪漫達の他に孫一に懐いている。
徳川宗家を護ってきた狛犬で、奏と同様、天璋院の命で使わされた。
ヤマモトカンスケ、タケナカハンベー、クロダカンベー
声 - 田尻浩章（カンスケ）、川原慶久（ハンベー）、一条和矢（カンベー）
ハンスがメリケン粉から作ったゾンビたち。主に源内が使っている。
カラクリもののふ・スサノオ零号機にはカンスケが搭乗、スサノオ初号機にはハンベーが搭乗、スサノオ弐号機にはカンベーが搭乗し、さらに三体が合体し三身合体大将軍（ハリボテ）になる。

#### 幕府
鈴木 孫一（すずき まごいち）
声 - 鈴村健一
京都見廻組の新人だが、正体は公儀御庭番暗殺者・ムガイの一族。虚無僧（声 - 川原慶久）の指示を受け、春桜の行方を追っている。二丁拳銃にも刀にもなる特殊な黄金のカラクリ銃を使い、浪漫と似たカラクリ鎧を使う。
柳沢 吉保（やなぎさわ よしやす）
声 - 立木文彦
勘定吟味役。私腹を肥やす悪徳代官。金への執着心が強い。
戸川 安弘（とがわ やすひろ）
声 - 鈴木千尋
柳沢家に金庫番として仕える侍。鍵のような昆を武器にする。
片桐 佐之助（かたぎり さのすけ）
声 - 家中宏
京都見廻組組頭。2代目鼠小僧を捕まえられないことで、上役の永井（声 - 一条和矢）からは嫌味を言われている。温厚な性格で、見廻組に馴染もうとしない孫一を気遣う。妻のお涼（声 - 大浦冬華）と娘の初音（声 - 児玉明日美）がおり、息子の司は既に亡くなっている。
酒井 正純（さかい まさずみ）、阿部 主税（あべ ちから）
声 - 川原慶久（酒井）、田尻浩章（阿部）
片桐の部下の京都見廻組隊士。
徳川 家定（とくがわ いえさだ）
声 - 上田燿司、児玉明日美（子供）
徳川宗家最後となる第13代将軍。春姫（小春）の父。幼い頃に次郎吉に出会い親交を重ね、「ただ一人の友」と呼ぶ程に親しくなった。「普通の娘として育ててほしい」と小春を次郎吉に託す。その際、「護国の鎧」と葵紋入りの箸を渡している。

#### 異国人
ペリー
声 - 安元洋貴
異国の海軍提督。右顔面に大きな傷があり眼帯で隠し、右腕は武器を仕込んだ義手。いつも「懐かしきケンタッキーのわが家」を口ずさんでいる。阿国たちと組み、陰謀を企んでいる。
初登場時は「謎の提督」とクレジットされていた。
コンティ
声 - 三浦祥朗
ペリーの副官を務める青年士官。ペリーの代理として、陰謀の指揮を執る。凄腕の鉄砲使いでもある。

#### 島原遊郭
阿国（おくに）
声 - 内田真礼
島原遊郭の太夫。謎の多い美女。裏では廻船問屋の七福屋や清国人の雪花（メイメイ）など色々な顔を持ち暗躍する。
おつう
声 - 葉山いくみ
7～8年前に浪漫が出会った遊郭から逃げてきたお禿。浪漫が逃がそうとしたものの忘八者に連れ戻され、間もなく亡くなったと伝えられる。
本名はおゆき。幼い頃に妹のお花（声 - 磯村知美）と共に売られたが、客を殺して逃亡。逃亡中にお花は亡くなり、女衒に拾われ「おつう」と名付けられる。
連れ戻された後、阿国と名を変えられ水揚げに出される。
胡蝶（こちょう）
声 - 眞田朱音
阿国と同じ「島原一の腕利き」と呼ばれる遊女。自分の腕前に動じない孫一に自信をなくす。
お凛（おりん）
声 - 宮本佳那子
阿国付きの新造。

#### その他
次郎吉（じろきち）
声 - 二又一成
浪漫の父。初代鼠小僧・次郎吉。病身の家定から小春を託され、自分の娘として育てる。
玄太（げんた）
声 - 三宅麻理恵
大工・雅組の親方（声 -上田燿司）の息子。辻斬りの被害に遭った父親のために、還し屋に依頼をする。
小太郎（こたろう）、小次郎（こじろう）
声 - 檜山修之
「廻船問屋の七福屋」を名乗る女の部下の兄弟。槍を使い辻斬りをする。
与平（よへい）
声 - 辻親八
旅芸人・浮雲座座長。踊り子のお鈴の行方を知る者として命を狙われる。
石川 五十右衛門（いしかわ ごじゅうえもん）
声 - 堂坂晃三
本名・越後の田吾作。大日本沿海輿地全図を盗んだ盗人。阿国に地図を渡した後に毒を盛られて操られ、川に飛び込み自殺する。
西郷（さいごう）
声 - 天田益男
阿国と内通している侍。周囲からは「先生」と呼ばれている。
豊臣 秀猿（とよとみ ひでさる）
声 - 渡辺明乃
豊臣秀吉の末裔。家臣の幸村（声 - 宮澤正）と共に浪漫を尋ね、秀吉の遺した埋蔵金探しを依頼する。
赤褌の清兵衛（あかふんのせえべえ）
声 - 稲田徹
次郎吉の相棒だった男。茜ら身寄りの無い子供を自分の子として育てており、お父ちゃんと呼ばれ慕われている。
助け屋の家財道具を盗み、鼠小僧の名を賭け浪漫に三本勝負を挑み、まだ未熟者であるものの浪漫を認める。
益田（ますだ）
声 - 徳本恭敏
攘夷派脱藩浪人集団・維新烈風隊隊長。アメリカの武器を仕入れ幕府転覆を図ろうとしたが、阿国に殺される。
小早川（こばやかわ）
声 - 遠近孝一
維新烈風隊副隊長。
入江（いりえ）
声 - 樋柴智康
維新烈風隊隊士。阿国に殺される。
茜（あかね）
声 - 氷上恭子
清兵衛の娘。清兵衛には拾ってくれた恩を感じており、放心状態の浪漫の世話をする。
幾島（いくしま）
声 - 宮本佳那子
天璋院に仕える大奥付隠密「蜂」の一人。

### スタッフ
- 監督 - 小倉宏文
- 原作 - 高尾、モンキー・パンチ
- キャラクターデザイン - 平山智
- シリーズ構成 - 樋口達人
- 美術監督 - Park Sun Hwan
- 美術設定 - 草薙、金平和茂
- 色彩設計 - 宮脇裕美
- 音楽 - 高木洋
- 音楽プロデューサー - 八木仁
- 音響監督 - 川添憲五
- 音楽監督 - 吉田知弘
- 音楽制作 - 日本コロムビア
- 撮影監督 - 野口龍生
- 編集 - 佐野由里子
- プロデューサー - 海野達也、鵜飼浩史、前山寛邦、寺内勇美、八田紳作、難波秀行、新宿五郎
- アニメーションプロデューサー - 青木隆介
- アニメーション制作 - トムス・エンタテインメント
- アニメーション制作協力 - DR MOVIE（- 第5話）
- 製作 - 平成義人伝浪漫組

### 主題歌
オープニングテーマ「RanTiKi」
作詞・作曲・編曲 - 浅野尚志 / 歌 - 雪乃
エンディングテーマ「ツァラトゥストラ」
作詞 - 須藤寿 / 作曲 - 斉藤祐樹 / 編曲・歌 - 髭

### 各話リスト
| 話数     | サブタイトル                | 脚本     | 絵コンテ       | 演出       | 作画監督                     |
| -------- | --------------------------- | -------- | -------------- | ---------- | ---------------------------- |
| 第壱話   | ババンと小判が、大盤振舞!   | 樋口達人 | 小倉宏文       | 原田奈奈   | 平山智                       |
| 第弐話   | ニクいアイツが、大盤振舞!   | 樋口達人 | 丸藤広貴       | 原田奈奈   | Kwon Hyuk jung               |
| 第参話   | 困った奴らが、大盤振舞!     | 樋口達人 | 江上潔         | 江上潔     | Jang Hui gyu Lee Hyeon jeong |
| 第肆話   | ぱつぱつ水着で、大盤振舞!   | 田村安彦 | 木村哲         | 山内東生雄 | Kim Ginam Kwon Hyuk jung     |
| 第伍話   | 千切って投げて、大盤振舞!   | 冨岡淳広 | 木村哲         | 栗本宏志   | Jang Hee kyu                 |
| 第陸話   | 路地裏、穴蔵、大盤振舞!     | 北条千夏 | いわもとやすお | 前田美智代 | Lee Jeon jong Heo Jae seon   |
| 第柒話   | 人生色々、大盤振舞!         | 田村安彦 | 小倉宏文       | 原田奈奈   | 青野厚司 南伸一郎            |
| 第捌話   | ひでぇ面して、大盤振舞!     | 田村安彦 | 佐々木忍       | 江上潔     | 高木信一郎 斉藤大輔          |
| 第玖話   | ばんばんばばんと、大盤振舞! | 樋口達人 | 菊池聡延       | 山内東生雄 | 敷島博英、清水洋 中島里恵    |
| 第拾話   | ポロッと本音で、大盤振舞!   | 冨岡淳広 | 鍋島修         | 小野田雄亮 | 小澤円 早川加寿子            |
| 第拾壱話 | たまげた勝負だ、大盤振舞!   | 樋口達人 | 亀垣一         | 青柳宏宜   | 斉藤大輔 菅野智之            |
| 第拾弐話 | 満開! 笑顔の大盤振舞!       | 樋口達人 | 小倉宏文       | 小倉宏文   | 小澤円 小山知洋              |

### 放送局
| 放送地域       | 放送局         | 放送期間                | 放送日時           | 放送系列         | 備考             |
| -------------- | -------------- | ----------------------- | ------------------ | ---------------- | ---------------- |
| 関東広域圏     | テレビ東京     | 2013年1月7日 - 3月25日  | 月曜 26:05 - 26:35 | テレビ東京系列   |                  |
| 岡山県・香川県 | テレビせとうち | 2013年1月8日 - 3月26日  | 火曜 26:10 - 26:40 | テレビ東京系列   |                  |
| 福岡県         | TVQ九州放送    | 2013年1月10日 - 3月28日 | 木曜 27:00 - 27:30 | テレビ東京系列   |                  |
| 愛知県         | テレビ愛知     | 2013年1月10日 - 3月28日 | 木曜 27:05 - 27:35 | テレビ東京系列   | 高尾本社所在地   |
| 大阪府         | テレビ大阪     | 2013年1月11日 - 3月29日 | 金曜 26:10 - 26:40 | テレビ東京系列   |                  |
| 北海道         | テレビ北海道   | 2013年1月11日 - 3月29日 | 金曜 27:00 - 27:30 | テレビ東京系列   |                  |
| 日本全域       | AT-X           | 2013年1月16日 - 4月3日  | 水曜 20:00 - 20:30 | アニメ専門CS放送 | リピート放送あり |